# Bogdanowo (powiat obornicki)
Bogdanowo – wieś sołecka w Polsce położona w województwie wielkopolskim, w powiecie obornickim, w gminie Oborniki.

## Położenie
Wieś położona jest w odległości 3 km od centrum Obornik. Bogdanowo podzielone jest na 4 części: Górki, Bloki, Działki oraz Huby. Wieś jest w całości skanalizowana, posiada sieć wodociągową oraz gazową.

## Historia
Wieś związana była pierwotnie z Wielkopolską. Ma metrykę średniowieczną i istnieje co najmniej od połowy XIV wieku. Wymieniona została w łacińskim dokumencie z 1356, wg. kopii z 1582, jako "Bugdanowo", 1459 "Bogdanowo", 1510 "Bognanowo".
Miejscowość była królewszczyzną, czyli wsią królewską, należącą do królów polskich oraz częściowo do wójta obornickiego. W 1475 leżała w powiecie poznańskim Korony Królestwa Polskiego. W 1510 należała do parafii Oborniki i leżała w starostwie obornickim.
Pierwsze zapisy o wsi zachowały się w źródłach kościelnych. W 1356 Maciej wójt obornicki, fundując kościół św. Ducha pod Obornikami uposażył go m.in. w dwa łany własne wraz z łąkami we wsi Bogdanowo oraz dziesięcinę w wysokości po 12 groszy z dwóch łanów bogdanowskich. W 1419 Michał Masza mieszczanin z Obornik oraz Janusz wójt tamtejszy zobowiązani zostali do zapłaty Pawłowi wikariuszowi katedry poznańskiej 7 wiardunków za zakupioną u niego dziesięcinę z Bogdanowa.
W 1440 Wierzbięta, niegdyś dziedzic w Tuczępach oddał Wincławowi Furmanowi, niegdyś dziedzicowi w Mchach, 1/3 części wójtostwa w Obornikach zakupioną od żony Anny, do której te części należały, w tym m.in. 4 łany i 4 zagrodników w Bogdanowie, w zamian za 1/3 części wsi Jasienie oraz 300 grzywien groszy szer. W 1462 szlachcic Ludgerz wójt w Obornikach, zapisał żonie Annie po 150 grzywien posagu oraz wiana na swoim wójtostwie, m.in. na 4 łanach i 4 zagrodach w Bogdanowie. W 1487 król polski Kazimierz IV Jagiellończyk odnowił szlachcicowi Ludgerzowi przywilej na wójtostwo w Obornikach, do którego należało m.in. po 4 kmieci i 4 zagrodników we wsiach królewskich starostwa obornickiego, w tym m.in. w Bogdanowie.
W 1470 w podziale polubownym dóbr pomiędzy braćmi Wojciechem kustoszem gnieźnieńskim, Andrzejem i Aleksandrem z Gaju (obecnie Gaj Wielki koło Buku) Andrzej oraz Aleksander otrzymali m.in. dobra królewskie w postaci miasta Oborniki oraz 5 wsiami w tym z Bogdanowem. W 1478 Aleksander z Gaju tenutariusz obornicki, zapisał żonie Elżbiecie po 400 grzywien posagu i wiana na połowie wsi Gaj i Stramnice oraz na całej wsi królewskiej Bogdanowo. W 1493 król polski Jan I Olbracht na prośbę biskupa poznańskiego Uriela z Górki zatwierdził zapis 200 grzywien posagu oraz wiana dla Elżbiety, żony wspomnianego Aleksandra, na dobrach królewskich Oborniki oraz na wsi Bogdanowo. W 1505 Feliks z Gaju Obornicki sprzedał z prawem odkupu za 150 grzywien swemu rodzeństwu Andrzejowi, Piotrowi, Stanisławowi, Wawrzyńcowi, Janowi i Elżbiecie z Włościejewek połowę wsi Gaj jako rekompensatę za posag ich matki Elżbiety oprawiony przez jej męża Aleksandra na wsiach Gaj, Stramnice i Bogdanowo.
W 1510 Bodanowo leżało w starostwie obornickim, którego tenutariuszami byli wielkopolscy szlachcice Skórowie z Gaju z rodu Awdańców. W 1526 zapadł wyrok królewski w sprawie sądowej pomiędzy Mikołajem Obornickim, synem sędziego poznańskiego, zmarłego Andrzeja Skóry oraz Dorotą Obornicką z Łekna. Dotyczył on zapisu jej posagu, m.in. na wsi Bogdanowo, poczynionego przez jej męża, zmarłego Feliksa Obornickiego.
Miejscowość odnotowano również w historycznych rejestrach poborowych dzięki czemu zachował się obraz gospodarczy miejscowości z XVI wieku. W 1475 wieś zalegała z podatkami. W 1508 zapłaciła ona wiardunki wojenne z 8 półłanków. W 1510 odnotowano folwark Feliksa tenutariusza obornickiego z Gaju, a w nim gospodarowało 15 kmieci oraz zagrodnicy, a jeden łan należał do wójtostwa w Obornikach. W 1539 odnotowano opustoszłe łany kmiece uprawiane przez Jadwigę Zajączkowską i jej syna Jakuba. W 1563 miał miejsce pobór z Bogdanowa, który od 1,5 łana zapłacił tenutariusz Maciej Sierosławski, a od kolejnego 1,5 łana kasztelan krzywiński oraz tenutariusz Stanisław Spławski. W 1577 miałmiejsce pobór z Bogdanowa, który zapłacił tenutariusz Maciej Nieżychowski. W 1580 pobór zapłacili tenutariusz Wojcich Radecki od 1,5 łana, Maciej Nieżuchowski od 1,5 łana, 2 zagrodników, od rataja najemnego robotnika z 2 pługami oraz od rataja z jednym pługiem.
Wieś królewska należąca do starostwa obornickiego, pod koniec XVI wieku leżała w powiecie poznańskim województwa poznańskiego w Rzeczypospolitej Obojga Narodów. W 2. połowie XVII w. wojna polsko-szwedzka sprawiła, że Bogdanowo, podobnie jak Oborniki i pobliskie miejscowości, zostało zniszczone i opustoszało.. Wskutek II rozbioru Polski w 1793, miejscowość przeszła pod władanie Prus i jak cała Wielkopolska znalazła się w zaborze pruskim.
W latach 1975–1998 miejscowość należała administracyjnie do województwa poznańskiego.

## Obecnie
Wieś posiada pełnowymiarowe, nowoczesne boisko sportowe, będące miejscem lokalnych rozgrywek oraz organizacji festynów rodzinnych. W miejscowości znajduje się świetlica. W Bogdanowie pozostało około 7 rolników

## Sport
W Bogdanowie działa klub sportowy RKS Skorpion Bogdanowo